# Däck (anläggning)
Däck (från engelska och tyska: deck, ”täckning”) är en golvliknande yta, oftast utomhus. En altan är en typ av däck, fartygsdäck en annan. Däck kan byggas exempelvis av prydnadsskäl, som extra vistelseyta i anslutning till ett bostadshus eller för att tänka över sank mark. "Takdäck" avser det platta skiktet av konstruktionsmaterial till vilket de väderogenomträngliga skikten är fästa i form av ett tak. Det är känt som "takdäcket", och de kan vara antingen plana (för ett "platt" tak) eller sluttande.

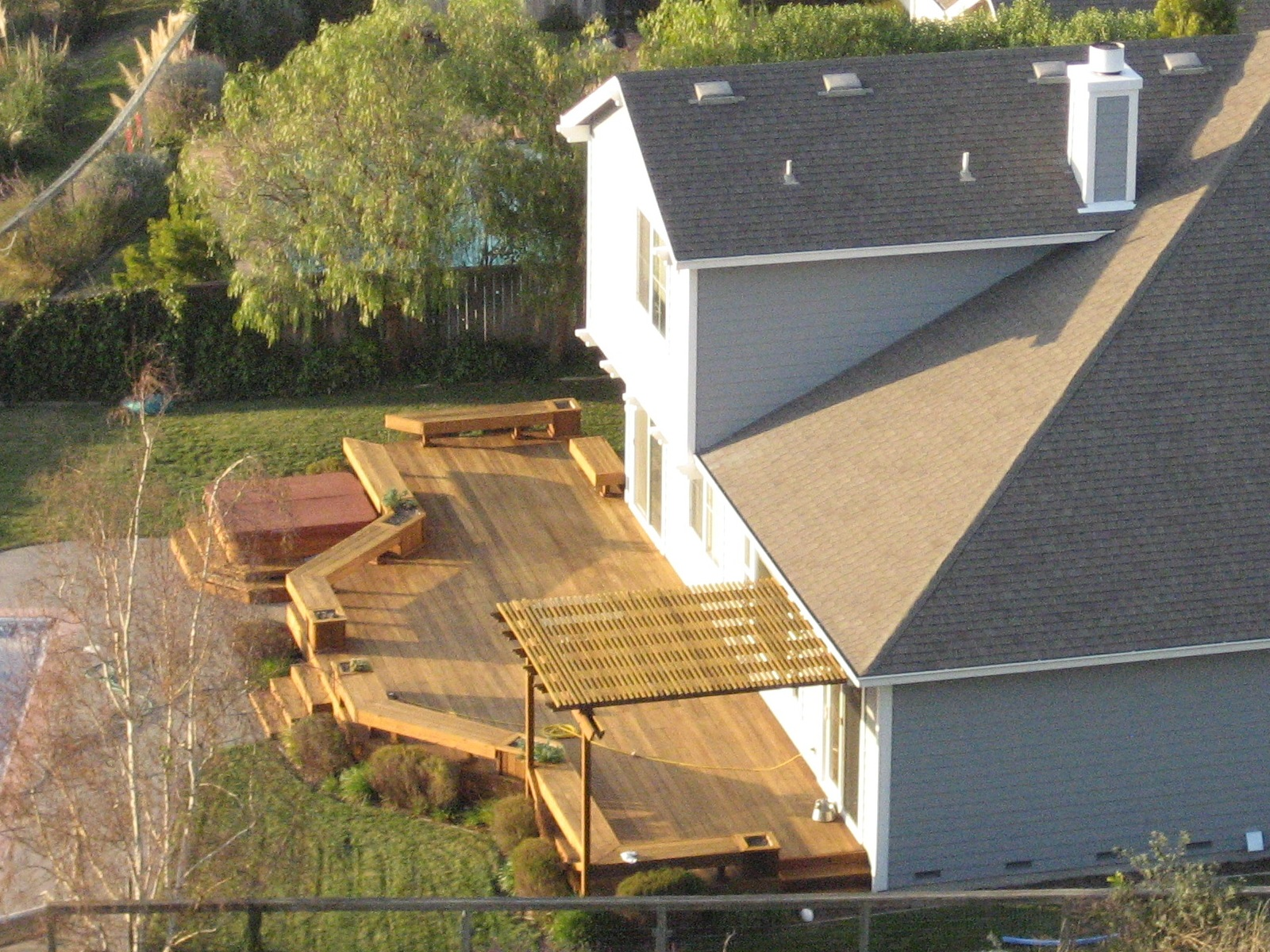
En altan är ett slags däck.

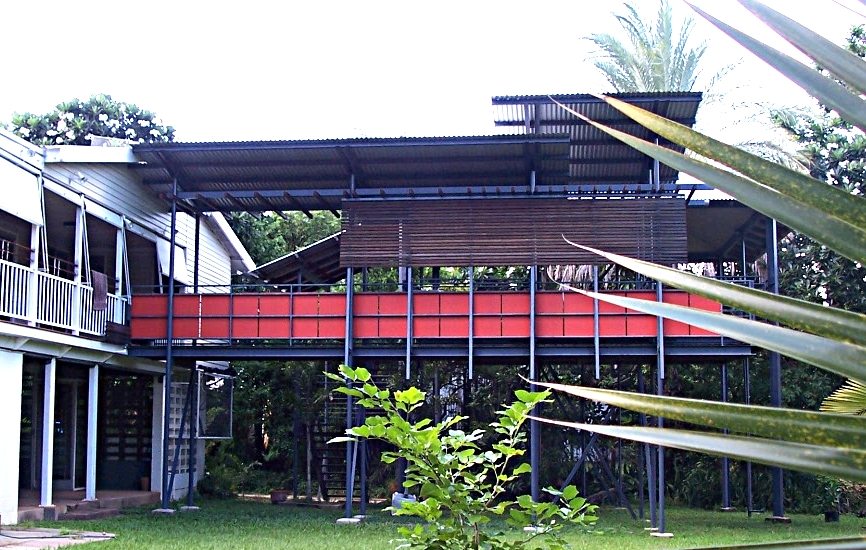
Ett korridordäck på hög nivå på bakgården till ett förortshus i Australien

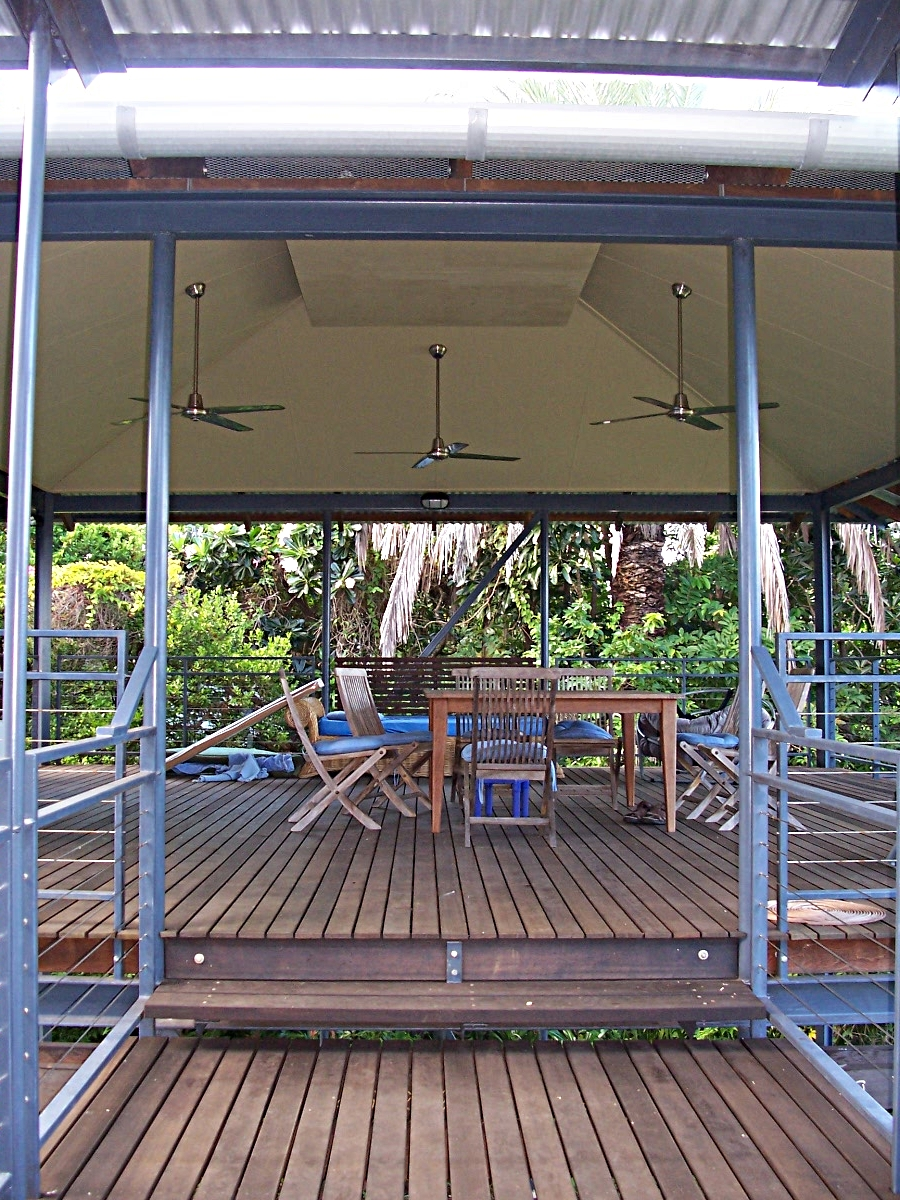
Ett däck på hög nivå på bakgården till ett förortshus i Australien. Trallen är selangan batu, ett malaysiskt trä

## Funktioner och material
Trä- eller timmerdäck kan användas på flera sätt: som en del av trädgårdslandskap, för att utöka boytan i ett hus eller som ett alternativ till stenbaserade detaljer som uteplatser. Däck är gjorda av behandlat virke, kompositvirke, kompositmaterial och aluminium. Timmer kan vara västerländsk röd ceder, teak, mahogny, furu, återvunnet ulin och andra hårda träslag. Återvunna plankor kan vara högdensitetspolyeten (HDPE), polystyren (PS) och PET-plast samt blandad plast och träfiber (ofta kallat "komposit"-virke). Konstgjorda trallprodukter kallas ofta "trä-plastkompositer" (WPC). WPCs har olika märken som NewTechWood, Azek, Econboard etc.
Historiskt sett var barrträden som användes för trall avverkade från gamla växande skogar. Till dessa hör Atlantic white cedar, redwood och western red cedar (redcedar). Atlantic City byggde den första strandpromenaden vid kusten i USA, ursprungligen byggd av Atlantic White cedar. Snart orsakade den kommersiella avverkningen av detta träd och röjningen av cederträsk i New Jersey en nedgång i tillgången på trädäck. Atlantic City och New York City bytte båda till Western Red Cedar. På 1960-talet minskade västerländsk rödceder från USA på grund av överavverkning. Dyrare western red cedar var tillgänglig från västra Kanada (British Columbia) men då hade tryckimpregnerad furu blivit tillgänglig.
Men även med kemiska behandlingar (som kromaterad koppararsenat eller CCA) är furudäck inte lika hållbart som ceder i utomhusmiljö. Många kommuner och husägare använder sig därför av lövträ. Däck byggs ofta av tryckimpregnerat trä, som håller länge och tål våta och isiga förhållanden. Tryckbehandlande kemikalier är dock kända för att vara giftiga. Både barr- och lövträdäck måste efter installationen avslutas med antingen olja eller lack för att förhindra väderpåverkan, slitage, mögel, alger och träborrande insekter.
På grund av miljö- och hållbarhetsproblem har kompositgolv (en blandning av två material, typiskt trämassa och återvunnet material som plastflaskor eller plastpåsar) dykt upp på marknaden. Förespråkare av komposittäckning framhåller detta som en välbehövlig utveckling, eftersom detta hjälper till att bromsa avverkning av träd för nya däck. Kompositträ innehåller dock skadliga kemikalier, kan inte renoveras, och trots påståenden från trädgårdsföretag drar vissa kompositdäck fortfarande till sig mögel. Men nyare mer moderna kompositer har täckning eller skal som förhindrar mögel och fläckar. I kommersiell konstruktion med flera våningar är den dominerande formen av däckkonstruktion (inklusive takdäck) kompositståldäck.
I allmänhet kommer lövträ som används för trall från tropiska skogar. Mycket av avverkningen av dessa skogar, särskilt teak, mahogny och ipê, är olaglig, vilket beskrivs i många rapporter från miljöorganisationer som Greenpeace, Friends of the Earth och Rainforest Relief. USA:s import av tropiskt trä ökar, delvis på grund av efterfrågan på trädäck.

## Konstruktion
Däcket på ett hus är vanligtvis en träplattform byggd ovan marken och ansluten till huvudbyggnaden. Tillträde kan ske från huset genom dörrar och från marken via en trappa. Bostadsdäck kan byggas över branta områden eller ojämn mark som annars är oanvändbar. Däck kan också täckas av en baldakin eller pergola för att begränsa solljus. Däckkonstruktioner kan hittas i många böcker, gör-det-själv-tidningar och webbplatser.
Typisk konstruktion är antingen en stolpe- och balkarkitektur eller en fribärande konstruktion. Stolp- och balkkonstruktionen bygger på stolpar som är förankrade vid pirer i marken. Vanligtvis är dessa typer av strukturella däck konstruerade och kräver ett erfaret byggföretag som är specialiserat på strukturella däck. Fribärande däck förlitar sig på golvbjälkar som sticker ut längre än husets vägg. Även om denna typ av konstruktion är vanlig, väcker den säkerhetsproblem om däcken inte är ordentligt vattentäta och blinkade. Det har förekommit ett antal däcksfel som resulterat i dödsfall och allvarliga skador. En annan nyckelkomponent i däck är godkända räcken. Räcken på däck över 30 tum (760 mm) betraktas som skyddsräcken. Skyddsräcken har ett specifikt byggnormkrav för både höjd och strukturell styrka. 
Bostadsdäck kan innehålla utrymmen för matlagning, middagar och sittplatser. Matlagningsutrymmen bör helst placeras nära altandörren samtidigt som den inte är i vägen för allmän gångtrafik. Om däcksutrymme är tillgängligt kan husägare välja att inkludera en sittgrupp för utomhussoffor och bänkar.
Större byggnader kan också ha däck på byggnadens övre våningar som kan vara öppna för allmänheten som utsiktsdäck eller grönska. Ett däck är också den yta som används för att bygga en strandpromenad över sand på barriäröar .

### Urban takterass
Höghus, såväl kommersiella byggnader som bostadshus med takterrass, använder ofta urban landskapsarkitektur för att skapa "gröna utrymmen" eller "sky parker". Då denna trend inom friluftsliv ökar, är många landskapsarkitekter specialiserade på design, konstruktion och underhåll av dessa utrymmen.